# Tour of TEN STORIES 2 2008 KAI YOSHIHIRO
『Tour of TEN STORIES 2 2008 KAI YOSHIHIRO』（つあー・おぶ・てん・すとーりーず - かいよしひろ）は、2008年に発売された甲斐よしひろの映像作品。ファンクラブ・通信販売・ライブ会場限定で発売された。品番はDVDがKAID-10、CDがKAIC-5。

## 概要
2008年に発売されたカバーアルバム『TEN STORIES 2』を引っ提げて、同年7月～8月に7カ所7公演で開催されたアルバムツアー『Tour of TEN STORIES 2 2008 KAI YOSHIHIRO』の模様を収録。このライブは前半をカバーアルバムから、後半を自身の楽曲からセットリストが組まれていた。
本作はDVDのほかに、このツアーで演奏された楽曲の別テイクを収録したボーナスCDが付いた2枚組だった。
2010年にはデジタルリマスタリングで一般発売されたDVD-BOX『KAI DVD-BOXIII 36年目/The Premium 35years Past』のディスク3として初一般発売された（ボーナスCDは未収録）。

## 収録曲

### DVD（KAID-10）
1. 駅
2. I LOVE YOU
3. めぐり逢い
4. タイガー＆ドラゴン
5. 別れましょう私から消えましょうあなたから
6. Marionette
7. 嵐の明日
8. 胸いっぱいの愛
9. 港からやってきた女
10. 絶対・愛
11. 風の中の火のように
12. 翼あるもの
13. 漂泊者（アウトロー）
14. HERO（ヒーローになる時、それは今）
15. あばずれセブンティーン
16. メンバー紹介
17. レイン
18. 光あるうちに行け
19. ティーンエイジ・ラスト

### ボーナスCD（KAIC-5）
1. 戦国自衛隊のテーマ（in BLOOM）
2. 駅（in 福岡）
3. めぐり逢い（in 松山）
4. 嵐の明日（in 広島）
5. ダイアローグ
6. 胸いっぱいの愛（in 福岡）
7. 絶対・愛（in 大阪）
8. 風の中の火のように（in 新潟）
9. 光あるうちに行け（in 愛知）
10. ダイアローグ
11. ティーンエイジ・ラスト（in 東京）